# دمير حصار
دمير حصار (Демир Хисар) وكان اسمها سابقا موغاشيفو حتى عام 1946، هي مدينة في مقاطعة ديمير هيسار في جمهورية مقدونيا. وتسكن هذه المستوطنة الصغيرة بأغلبية إثنية مقدونية مطلقة. يترجم اسم المدينة إلى «قلعة الحديد» باللغة التركية، ويعود تاريخها إلى زمن حكم مقدونيا من قبل الدولة العثمانية.
يبلغ عدد سكانها حوالي 6776 نسمة.